# Rostcistikola
Rostcistikola (Cisticola rufus) är en fågel i familjen cistikolor inom ordningen tättingar.

## Utbredning och systematik
Fågeln förekommer i gräsmarker från Gambia till Tchadsjön och Centralafrikanska republiken. Den behandlas som monotypisk, det vill säga att den inte delas in i några underarter.

## Status
IUCN kategoriserar arten som livskraftig.